# Saint-Christol-de-Rodières
Saint-Christol-de-Rodières è un comune francese di 169 abitanti situato nel dipartimento del Gard, nella regione dell'Occitania.

## Società

### Evoluzione demografica
Abitanti censiti